# Ядерна енергетика Південної Кореї
Ядерна енергетика є головним джерелом живлення в Південній Кореї, що забезпечує 29% електроенергії країни. Загальна потужність електроенергії атомних електростанцій Південної Кореї становить 20,5 ГВТ від 23 реакторів, що еквівалентно 22% від загальної потужності електричної генерації Південної Кореї.
У 2012 році Південна Корея планувала значне розширення своєї ядерної енергетики та збільшити частку ядерної генерації до 60% до 2035 року. 
Одинадцять додаткових реакторів планувалося під'єднати до мережі в період 2012 по 2021 рік, додавши 13,8 ГВТ. 
Однак у 2013 році уряд подав до парламент план зменшення проекту до 29% потужностей генерації до 2035 року, після кількох скандалів, пов'язаних з фальсифікацією документації щодо безпеки. 
Цей план все ще передбачав збільшення ядерної потужності 2035 року на 7 ГВТ, до 43 ГВТ.
Однак, реагування на широкі проблеми громадськості після ядерної катастрофи Фукусіма Даїчі в Японії, високий ризик землетрусу в Південній Кореї та ядерні скандали, новий уряд президента Муна Джа-Ін, обраний у 2017 році, вирішив поступово припинити ядерну енергію. Три реактори, що зараз будуються, будуть завершені, але уряд вирішив, що це буде останньою побудованою, і оскільки існуючі блоки закриються на 40-річному кінці експлуатації, вони будуть замінені на інші засоби генерації. У 2020 році було заплановано, що кількість ядерних реакторів зменшиться до 17 до 2034 року, після піку 26 у 2024 році. Однак ядерна політика знову була змінена в 2023 році президентом Йоном Сук-Єолом, відновлюючи будівництво ядерних реакторів та розширюючи ядерну продукцію до 34,6% частки виробництва електроенергії в Південній Кореї до 2036 року.
Дослідження ядерної енергетики в Південній Кореї дуже активні з проектами, що включають різноманітні передові реактори, включаючи невеликий модульний реактор, реактор швидкої/ядерної трансмутації рідкого металу та високотемпературну конструкцію генерації водню. Технології виробництва палива та обробки відходів також були розроблені на місцевому рівні. Південна Корея також є членом дослідницького проекту ядерного синтезу ITER.
Південна Корея прагне експортувати свої ядерні технології з метою експорту 80 ядерних реакторів до 2030 року. Станом на 2010 рік південнокорейські компанії уклали угоди щодо побудови дослідницького реактора в Йорданії та чотирьох реакторів APR-1400 в Об'єднаних Арабських Еміратах.

## Історія
У 1962 році перший дослідницький реактор Кореї досяг критичності. Згідно з розсекреченими документами уряду США, ЦРУ виявила в 1975 році, що паркова диктатура, можливо, проводила програму ядерної зброї, але адміністрація Форда працювала з Францією та Канадою, щоб переконати Сеул відступити від плану придбання можливостей виробництва плутонію - натомість Розробка технічної угоди, яка допомогла Південній Кореї розробити мирну ядерну програму.
Атомна електростанція Корі була першою станцією у Кореї, яка розпочала комерційні операції в 1978 році. З тих пір з тих пір було побудовано ще 19 реакторів, використовуючи суміш технології Candu (4 реакторів) та PWR (16 реакторів).
За даними Міністерства Південної Кореї з питань економіки знань, витрати на паливо APR-1400 на 23 відсотки нижчі, ніж EPR AREVA Франції, яка, як відомо, є найбільш розвиненою атомною установкою у світі. Уряд також планує розробку нового дизайну атомних станцій, який матиме на 10 відсотків більшу потужність та рейтинг безпеки краще, ніж APR-1400. Наразі атомні електростанції Південної Кореї працюють зі gjne;yscn. 93,4 відсотка, що вище, ніж порівнянна норма операції в США - 89,9 відсотка, 76,1 відсотка у Франції, а 59,2 відсотка Японії. Південнокорейські атомні установки неодноразово зафіксували найнижчу швидкість відключення аварій у світі, що значною мірою спрацьовує високо стандартизованих процедур проектування та експлуатації. APR-1400 спроектований, розроблений, побудований та працює для задоволення останніх міжнародних регуляторних вимог щодо безпеки, включаючи ті, що мають опір впливу літаків.
Південна Корея також розробила KSTAR (A.K.A. Корейський надпровідний Tokamak Advanced Research), вдосконалений надпровідний дослідницький пристрій ядерного синтезу.
У грудні 2010 року Малайзія виявила зацікавленість у закупівлі технології ядерного реактора Південної Кореї. Південна Корея також переслідувала можливості в Туреччині та Індонезії, а також в Індії та Китайській Республіці.
У жовтні 2011 року Південна Корея проводила низку заходів для підвищення обізнаності громадськості про ядерну енергію. Події координували Корейське агентство з просування ядерної енергії (Konepa) і включали участь французького атомного форуму (FAF); Міжнародне агентство з атомної енергії (МАГАТЕ); а також експерти з питань зв'язків з громадськістю та інформаційні експерти з країн, які генерують або планують генерувати ядерну енергію.
У листопаді 2012 року було виявлено, що понад 5000 невеликих компонентів, що використовуються в п'яти реакторах на атомній електростанції Yeonggwang, не були належним чином сертифіковані; Вісім постачальників мали 60 гарантій на деталі. Два реактори були закриті для заміни компонентів, що, ймовірно, спричинило дефіцит електроенергії в Південній Кореї взимку. Reuters повідомив про це як найгіршу ядерну кризу Південної Кореї, що підкреслює відсутність прозорості ядерної безпеки та подвійну роль ядерних регуляторів Південної Кореї щодо нагляду та просування. Цей інцидент після обвинувачення п’яти старших інженерів за висвітлення серйозної втрати електроенергії та охолодження на ядерній електростанції Корі, яка згодом була оцінена на рівні 2.
У 2013 році був скандал із використанням підроблених деталей на атомних установах та підроблених сертифікатів забезпечення якості. У червні 2013 року Kori 2 та Shin Wolsong 1 були закриті, а Kori 1 та Shin Wolsong 2 наказали залишатися в режимі офлайн, поки не заміниться кабелі, пов'язані з безпекою, із кованими сертифікатами безпеки. Контрольні кабелі в першому будівництві APR-1400 довелося замінити, затримуючи будівництво до року. У жовтні 2013 року близько 100 осіб було звинувачено у фальсифікації документів про безпеку, включаючи колишнього виконавчого директора Hydro & Nucleare енергетики Кореї та віце-президента Корейської електроенергетичної корпорації.

## Перелік реакторів
| Станція                 | Місто     | Провінція         | Основна технологія | Поточна потужність (MWe) | Запланована потужність (MWe) |
| ----------------------- | --------- | ----------------- | ------------------ | ------------------------ | ---------------------------- |
| Корі                    | Ґіджанг   | Пусан             | PWR                | 6040                     | 7937                         |
| Ханул (кол. Ульчин)     | Ульджин   | Північний Кьонсан | PWR                | 5900                     | 8700                         |
| Вольсонг                | Кьонджу   | Північний Кьонсан | PHWR/PWR           | 2779                     | 4779                         |
| Ханбіт (кол. Йонґгванг) | Йонґгванг | Південна Чолла    | PWR                | 5900                     | 5900                         |
| Чеонджі                 | Йонґдьок  | Північний Кьонсан | PWR                | 3000                     | 3000                         |

| Назва        | Блок №. | Реактор | Реактор       | Статус      | Чиста потужність (MW) | Початок будівництва | Комерційне використання | Закриття       |
| Назва        | Блок №. | Тип     | Модель        | Статус      | Чиста потужність (MW) | Початок будівництва | Комерційне використання | Закриття       |
| ------------ | ------- | ------- | ------------- | ----------- | --------------------- | ------------------- | ----------------------- | -------------- |
| Ханбіт       | 1       | PWR     | WH F          | Функціонує  | 960                   | 4 червня 1981       | 25 серпня 1986          |                |
| Ханбіт       | 2       | PWR     | WH F          | Функціонує  | 958                   | 10 грудня 1981      | 10 червня 1987          |                |
| Ханбіт       | 3       | PWR     | OPR-1000      | Функціонує  | 997                   | 23 грудня 1989      | 31 березня 1995         |                |
| Ханбіт       | 4       | PWR     | OPR-1000      | Функціонує  | 997                   | 26 травня 1990      | 1 січня 1996            |                |
| Ханбіт       | 5       | PWR     | OPR-1000      | Функціонує  | 997                   | 29 червня 1997      | 21 травня 2002          |                |
| Ханбіт       | 6       | PWR     | OPR-1000      | Функціонує  | 995                   | 20 листопада 1997   | 24 грудня 2002          |                |
| Ханул        | 1       | PWR     | CP1 (Франція) | Функціонує  | 960                   | 26 січня 1983       | 10 вересня 1988         |                |
| Ханул        | 2       | PWR     | CP1 (Франція) | Функціонує  | 962                   | 5 липня 1983        | 30 вересня 1989         |                |
| Ханул        | 3       | PWR     | OPR-1000      | Функціонує  | 994                   | 21 липня 1993       | 11 серпня 1998          |                |
| Ханул        | 4       | PWR     | OPR-1000      | Функціонує  | 998                   | 1 листопада 1993    | 31 грудня 1999          |                |
| Ханул        | 5       | PWR     | OPR-1000      | Функціонує  | 996                   | 1 жовтня 1999       | 29 липня 2004           |                |
| Ханул        | 6       | PWR     | OPR-1000      | Функціонує  | 996                   | 29 вересня 2000     | 22 квітня 2005          |                |
| Шин-Ханул    | 1       | PWR     | APR-1400      | Функціонує  | 1340                  | 10 липня 2012       | 9 червня 2022           |                |
| Шин-Ханул    | 2       | PWR     | APR-1400      | Функціонує  | 1340                  | 19 липня 2012       | 21 грудня 2023          |                |
| Шин-Ханул    | 3       | PWR     | APR-1400      | Будується   | 1340                  | 30 жовтня 2024      | (2032)                  |                |
| Шин-Ханул    | 4       | PWR     | APR-1400      | Будується   | 1340                  | 30 жовтня 2024      | (2033)                  |                |
| Корі         | 1       | PWR     | WH 60         | Відключений | 576                   | 27 квітня 1972      | 29 квітня 1978          | 18 червня 2017 |
| Корі         | 2       | PWR     | WH F          | Функціонує  | 640                   | 4 грудня 1977       | 25 липня 1983           |                |
| Корі         | 3       | PWR     | WH F          | Функціонує  | 1011                  | 1 жовтня 1979       | 30 вересня 1985         |                |
| Корі         | 4       | PWR     | WH F          | Функціонує  | 1012                  | 1 квітня 1980       | 29 квітня 1986          |                |
| Шин-Корі     | 1       | PWR     | OPR-1000      | Функціонує  | 996                   | 16 червня 2006      | 28 лютого 2011          |                |
| Шин-Корі     | 2       | PWR     | OPR-1000      | Функціонує  | 996                   | 5 червня 2007       | 20 липня 2012           |                |
| Шин-Корі     | 3       | PWR     | APR-1400      | Функціонує  | 1416                  | 16 жовтня 2008      | 15 січня 2016           |                |
| Шин-Корі     | 4       | PWR     | APR-1400      | Функціонує  | 1418                  | 19 серпня 2009      | 29 серпня 2019          |                |
| Шин-Корі     | 5       | PWR     | APR-1400      | Будується   | 1340                  | 1 квітня 2017       |                         |                |
| Шин-Корі     | 6       | PWR     | APR-1400      | Будується   | 1340                  | 20 вересня 2018     |                         |                |
| Вольсонг     | 1       | PHWR    | CANDU-6       | Відключений | 657                   | 30 жовтня 1977      | 22 квітня 1983          | 24 грудня 2019 |
| Вольсонг     | 2       | PHWR    | CANDU-6       | Функціонує  | 655                   | 22 червня 1992      | 1 липня 1997            |                |
| Вольсонг     | 3       | PHWR    | CANDU-6       | Функціонує  | 684                   | 17 березня 1994     | 1 липня 1998            |                |
| Вольсонг     | 4       | PHWR    | CANDU-6       | Функціонує  | 688                   | 22 липня 1994       | 1 жовтня 1999           |                |
| Шин-Вольсонг | 1       | PWR     | OPR-1000      | Функціонує  | 991                   | 20 листопада 2007   | 31 липня 2012           |                |
| Шин-Вольсонг | 2       | PWR     | OPR-1000      | Функціонує  | 960                   | 23 вересня 2008     | 26 лютого 2015          |                |
| Чеонджі      | 1       | PWR     | APR-1400+     | Заплановано | 1500                  |                     | (2028)                  |                |
| Чеонджі      | 2       | PWR     | APR-1400+     | Заплановано | 1500                  |                     | (2029)                  |                |

## Зовнішні посилання
- Nuclear Power in South Korea // World Nuclear Association